# Зарубежье (деревня)
Зарубежье — деревня в Вяземском районе Смоленской области России. Входит в состав Семлёвского сельского поселения. Население — 2 жителя (2007). 
Расположена в восточной части области в 36 км к юго-западу от Вязьмы, в 10 км севернее автодороги Р134 «Старая Смоленская дорога» Смоленск — Дорогобуж — Вязьма — Зубцов, на берегу реки Костря. В 14 км севернее деревни расположена железнодорожная станция Алфёрово на линии Москва — Минск.

## История
В годы Великой Отечественной войны деревня была оккупирована гитлеровскими войсками в октябре 1941 года, освобождена в марте 1943 года.
15 июня 1634 г. заключён Поляновский мир, по которому за Москвой осталась одна Вязьма: в 40 км от Вязьмы село Зарубежье было определено границей русских и польских владений.